# Шведска на Летњим олимпијским играма 1900.
Шведску делегацију на Олимпијским играма 1900. у Паризу представљао је десет спортиста који су се такмичили у 4 спорта. Шведски резултати су одвојени од норвешких такмичара упркос тадашњој персоналној унији та две краљевине.

## Медаље
Златне медаље нису додељиване на Олимпијским играма 1900. За прво место је додељивана сребрна, а за друго бронзана медаља. Међународни олимпијски комитет је ретроактивно доделио златне, сребрне и бронзане медаље на такмичаре који су завршили на 1., 2., и 3. месту, у циљу да би и награде на раним олимпијским играма биле у складу са актуелним наградама.

### Спортисти Шведске по дисциплинама
| Спорт       | Мушкарци | Жене | Укупно |
| ----------- | -------- | ---- | ------ |
| Атлетика    | 8        | -    | 8      |
| Стони тенис | 1        | -    | 1      |
| Пливање     | 1        | 0    | 1      |
| Укупно      | 10       | -    | 10     |

1. ↑  Четврти спорт у којем су учествовали шведски и дански спортисти био је надвлачење конопца. Освојена медаља је приписана Мешовитом тиму, та тројица спортиста су се такмичила и у атлетици, па су евидентирани у броју атлетичара.

## Освајачи медаља
Шведска је завршила у укупном скору као 20 од 24 нација по броју медаља са једном бронзаном медаљом, делећи место са Мексиком.

### Злато
Тројица шведских спортиста Аугуст Нилсон, Густаф Седерстрем и Карл Густав Штаф са тројицом дански спортиста, били су мешовита екипа која је у дисциплини надвлачење конопца освојила златну медаљу. Освојена медаља се приписује Мешовитој екипи а не земљама из којих су били чланови екипе.

### Бронза
- Ернст Фаст — Атлетика, Маратон, мушки

## Резултати по дисциплинама

### Атлетика
Осам шведских атлетичара учествовало је у 11 дисциплина, а освојена је бронзана медаља у маратону. 
| Дисциплина         | Место | Атлетичар         | Предтакмичење           | Финале               |
| ------------------ | ----- | ----------------- | ----------------------- | -------------------- |
| 60 м               | -     | Исак Вестергрен   | непознато 4-5, 1. група | није се квалификовао |
| 100 м              | -     | Исак Вестергрен   | непознато 4, 5. група   | није се квалификовао |
| маратон            |       | Ернст Фаст        | није било               | 3:37:14,0            |
| маратон            | -     | Јохан Нистрем     | није било               | Није завршио         |
| скок удаљ          | 11    | Торе Блом         | 5,77 метара 11          | Није се квалификовао |
| скок удаљ          | 12    | Ерик Леминг       | 5,50 метара 12          | Није се квалификовао |
| троскок            | 7-13  | Ерик Флеминг      | није било               | непознато            |
| троскок            | 7-13  | Карл Штаф         | није било               | Непознато            |
| скок увис          | 4     | Ерик Леминг       | није било               | 1,70 метара          |
| скок увис          | 8     | Торе Блом         | није било               | 1,50 метар           |
| скок мотком        | 4     | Ерик Леминг       | није било               | 3,10 метра           |
| скок мотком        | 7     | Карл Штаф         | није било               | 2,80 метра           |
| скок мотком        | 8     | Аугуст Нилсон     | није било               | 2,60 метар           |
| троскок без залета | 5-10  | Карл Штаф         | није било               | непознато            |
| бацање кугле       | 6     | Густаф Седерстрем | 11,18 метара 6          | Није завршио         |
| бацање кугле       | 9     | Аугуст Нилсон     | 10,86 метара 9          | Није завршио         |
| бацање диска       | 6     | Густаф Седерстрем | 33,07 метра 6           | Није се квалификовао |
| бацање диска       | 8     | Ерик Леминг       | 32.50 метара 8          | Није се квалификовао |
| бацање кладива     | 4     | Ерик Леминг       | није било               | Непознато            |
| бацање кладива     | 5     | Карл Штаф         | није било               | Непознато            |

### Мачевање
У мачевању Шведску је представљао једам такмичар.
| Дисциплина        | Место | Такмичар | 1. коло             | четвртфинале         | репасаж              | полуфинале           | Финале               |
| ----------------- | ----- | -------- | ------------------- | -------------------- | -------------------- | -------------------- | -------------------- |
| Флорет за аматере | 34-50 | Емил Фик | испао одлука судија | Није се квалификовао | Није се квалификовао | Није се квалификовао | Није се квалификовао |

### Надвлачење конопца
Три данска и 3 шведска представника овојили су златну медаљу у надвлачењу конопца, али медаља није приписана ни Данској ни Шведској неги Мешовитом тиму.
| Дисциплина         | Место | Такмичар                                                                                           | Меч           |
| ------------------ | ----- | -------------------------------------------------------------------------------------------------- | ------------- |
| Надвлачење конопца |       | Едгар Абје Данска Аугуст Нилсон Еуген Шмит Данска Густаф Седерстрем Карл Штаф Чарлс Винклер Данска | Француска 2-0 |

### Пливање
| Пливач       | Дисциплина       | Полуфинале | Пласман | Финале           | Пласман          |
| ------------ | ---------------- | ---------- | ------- | ---------------- | ---------------- |
| Ерик Ериксон | 200 м слободно   | 3:35,8     | 12/26   | Није се пласирао | Није се пласирао |
| Ерик Ериксон | 1.000 м слободно | 17:41,2    | 10/16   | 17:50,0          | 9/10             |
| Ерик Ериксон | 200 м леђно      | 4:05,4     | 9/16    | 3:56,4           | 8/10             |